# Resorts World Arena
La Resorts World Arena est une salle intérieure polyvalente située au National Exhibition Centre (NEC), dont elle constitue la septième salle, à Solihull, en Angleterre. Elle a une capacité de 15 685 places. Après 18 mois de construction, la salle a ouvert ses portes sous le nom de « Birmingham International Arena » en décembre 1980 avec un concert de Queen.
En 2019, la Resorts World Arena a enregistré la 5e vente de billets la plus élevée d'une Arena au Royaume-Uni. The Ticket Factory est la billetterie officielle de la Resorts World Arena.

## Histoire

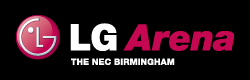
Logo LG Arena utilisé de 2009 à 2014.

Le lieu est connu sous le nom de Birmingham International Arena jusqu'au 1er septembre 1983, puis sous le nom de NEC Arena du 5 septembre 1983 au 31 août 2008.
À partir du 1er septembre 2008, la NEC Arena est officiellement renommée LG Arena, à la suite d'un accord de parrainage des droits de dénomination avec la société mondiale d'électronique LG Electronics. La salle subit ensuite une refonte de ses installations de 29 millions de livres sterling, financée par des prêts du conseil municipal de Birmingham et de l'agence de développement régional Advantage West Midlands.
Les travaux sont terminés à la mi-octobre 2009 et la salle accueille son premier concert avec Tom Jones. L'installation comprend environ 1 000 nouveaux sièges, portant la capacité à 16 000 pour rivaliser avec des salles telles que l'O2 Arena (Londres) et la Manchester Arena. De nouvelles zones d'accueil et un forum contenant de nouveaux bars, restaurants et autres installations pour les clients ont également été construits. Avant son premier concert, la salle a accueilli le 2009 Horse of the Year show.
En 2011, le site est devenu la dixième Arena la plus fréquentée au monde, et la 13e en 2014.
Il est annoncé en novembre 2014, que dans le cadre d'un accord de sponsoring avec Genting, la salle sera rebaptisée Genting Arena à partir du 6 janvier 2015,. Le 25 septembre 2018, le groupe NEC annonce que la Genting Arena sera renommée Resorts World Arena à partir du 3 décembre de cette année, Genting continuant de parrainer la salle. La raison du nouveau nom est d'aligner plus étroitement le lieu avec le Resorts World Birmingham de Genting qui se trouve en face de l'Arena et qui a ouvert ses portes en octobre 2015.
Le 9 mars 2020, le NEC Group annonce qu'il a soumis une demande de planification au Conseil d'arrondissement métropolitain de Solihull pour augmenter la capacité de l'arène de 15 685 à 21 600, ce qui en ferait la plus grande arène couverte au Royaume-uni. Ce développement impliquerait la démolition du toit existant, avec l'ajout d'un étage supérieur, des installations d'accueil améliorées et des travaux de rénovation externes, internes et majeurs. Bien qu'approuvés à l'unanimité par les conseillers, les plans ont été suspendus en raison de la pandémie de Covid-19 au Royaume-Uni.

## Vente de billets
| Année | Nom                 | Vente de billets | Ventes brutes (USD) | Rang mondial | Rang britannique |
| ----- | ------------------- | ---------------- | ------------------- | ------------ | ---------------- |
| 2019  | Resorts World Arena | 471,654          | 31,291,486          | 43           | 5                |
| 2018  | Genting Arena       | 352,902          |                     | 51           | 6                |
| 2017  | Genting Arena       | 565,322          |                     | 26           | 6                |
| 2016  | Genting Arena       | 394,468          |                     | 35           | 6                |
| 2015  | Genting Arena       | 446,415          |                     | 27           | 6                |

## NEC Group
La société mère NEC Group possède et exploite également l'Arena Birmingham (anciennement National Indoor Arena et Barclaycard Arena) et ICC Birmingham, tous deux situés dans le centre de Birmingham, et le National Exhibition Centre.